# Józef Zajączkowski (prawnik)
Józef Zajączkowski, herbu Zaremba (ur. 1813 w  Michalczowej, zm. 25 września 1877 w Brzeżanach) – prawnik, starosta, poseł na Sejm Ustawodawczy w Kromieryżu.

## Życiorys
Ukończył studia na wydziale prawa uniwersytetu we Lwowie. Następnie pracował w sądownictwie galicyjskim, aplikant w Sądzie Apelacyjnym i Karnym we Lwowie (1838-1840).  Auskultant w magistracie miasta Jarosław (1840-1843). Potem urzędnik sądowy – komornik w Rzeszowie (1843-1846) i Brzeżanach (1846-1848).
Aktywny politycznie w okresie Wiosny Ludów. Poseł do Sejmu Konstytucyjnego w Wiedniu i Kromieryżu (10 lipca 1848 – 20 stycznia 1849), wybrany 19 czerwca 1848 w galicyjskim okręgu wyborczym Brzeżany. W parlamencie należał do „Stowarzyszenia” skupiającego demokratycznych posłów polskich.
Przewodniczący komisji powiatowej w Rzeszowie (1849-1855) i członek komisji powiatowej w Brzeżanach (1849-1855) c.k. Krajowej Komisji potwierdzenia praw do ziemi we Lwowie. Urzędnik – protokolant magistratu w Brzeżanach (1853).  Starosta w Horodence (1856-1862). Sędzia Powiatowy w Horodence (1867-1869). Od 1870 w stanie spoczynku. Zastępca członka powiatowej komisji szacunkowej podatku gruntowego w Brzeżanach (1870-1874). Członek Rady Powiatu w Brzeżanach (1870-1876), wybrany z grupy gmin wiejskich, oraz zastępca członka (1870-1871), członek (1872), wiceprezes (1873-1874) Wydziału Powiatowego w Brzeżanach. Wiceburmistrz miasta Brzeżany (1871-1873).

## Rodzina i życie prywatne
Ożenił się z Julią ze Strutyńskich (zm. 1877).